# Regering van Afghanistan
De Regering van Afghanistan bestaat uit een president, twee vicepresidenten en 25 ministers. Voor de presidentsverkiezingen kiest de president-kandidaat vicepresidenten uit. De 25 ministers worden, zodra de president gekozen is, door hem benoemd en voorgedragen aan het parlement die elke minister kan goed of afkeuren.